# Wellsville (Ohio)
Wellsville és una població dels Estats Units a l'estat d'Ohio. Segons el cens del 2000 tenia 4.133 habitants.

## Demografia
Segons el cens del 2000, Wellsville tenia 4.133 habitants, 1.696 habitatges, i 1.107 famílies. La densitat de població era de 906,7 habitants per km².
Dels 1.696 habitatges en un 31,4% hi vivien nens de menys de 18 anys, en un 42% hi vivien parelles casades, en un 19% dones solteres, i en un 34,7% no eren unitats familiars. En el 30,2% dels habitatges hi vivien persones soles el 15,6% de les quals corresponia a persones de 65 anys o més que vivien soles. El nombre mitjà de persones vivint en cada habitatge era de 2,43 i el nombre mitjà de persones que vivien en cada família era de 3,02.
Per edats la població es repartia de la següent manera: un 26,3% tenia menys de 18 anys, un 9,5% entre 18 i 24, un 26,9% entre 25 i 44, un 21,4% de 45 a 60 i un 16% 65 anys o més.
L'edat mediana era de 37 anys. Per cada 100 dones de 18 o més anys hi havia 80,8 homes.
La renda mediana per habitatge era de 26.198 $ i la renda mediana per família de 33.245 $. Els homes tenien una renda mediana de 26.724 $ mentre que les dones 19.904 $. La renda per capita de la població era de 14.335 $. Aproximadament el 16,5% de les famílies i el 17,1% de la població estaven per davall del llindar de pobresa.

## Poblacions més properes
El següent diagrama mostra les poblacions més properes.